# Renens
Renens är en stad och  kommun i distriktet Ouest lausannois  i kantonen Vaud, Schweiz. Kommunen har 21 408 invånare (2023).